# Ute Thimm
Ute Thimm (dekliški priimek Finger), nemška atletinja, * 10. julij 1958, Bochum, Zahodna Nemčija.
Nastopila je na olimpijskih igrah v letih 1984 in 1988, leta 1984 je osvojila bronasto medaljo v štafeti 4×400 m, ob tem je dosegla še četrto mesto v isti disciplini, četrto in peto mesto v štafeti 4×100 m ter šesto mesto v teku na 400 m. Na evropskih prvenstvih je osvojila srebrno medaljo v štafeti 4x400 m leta 1986.